# Западный мост (Москва)
За́падный мост — автомобильный мост в Москве через Сходненский деривационный канал. Построен в 1937 году. По мосту проходит Сходненская улица. Поперёк моста проходит граница между районами Южное Тушино и Покровское-Стрешнево.

## История
Сооружён в 1937 году через деривационный канал между Химкинским водохранилищем и рекой Сходней на трассе Сходненской улицы. 
Мост предназначается для движения автомобильного транспорта, имеет две полосы для движения автотранспорта и тротуары. Состоит из трёх железобетонных пролётов, на которых расположена проезжая часть. 
С 1970-х годов, когда Сходненская улица к югу от моста была перекрыта для движения транспорта и включена в состав Московского машиностроительного предприятия им. В. В. Чернышева, потерял транспортное значение, став тупиковым. В настоящее время находится на реконструкции.

## Происхождение названия
Мост назван по расположению в западной части Сходненского деривационного канала.